# نوکیا ۷۷۰ لوح اینترنتی
نوکیا ۷۷۰ لوح اینترنتی یک‌نمونه از گوشی‌های تلفن همراه سری لوح اینترنتی شرکت نوکیا می‌باشد که توسط همین شرکت به بازار عرضه شده‌است.